# Frank Julian Sprague
Frank Julian Sprague (Milford (Connecticut),  25 de julio de 1857 - 25 de octubre de 1934), fue un alférez de la Marina de los Estados Unidos recordado hoy día por su faceta de inventor, ya que contribuyó al desarrollo del motor eléctrico, de los tranvías y ferrocarriles eléctricos y de los ascensores de tracción eléctrica. Sus aportaciones fueron especialmente importantes para el desarrollo urbano, puesto que fomentaron la expansión de las ciudades gracias a sus mejoras en el transporte e impulsaron una mayor concentración de los negocios en las regiones comerciales de las ciudades debido a la utilización de ascensores eléctricos en los rascacielos. Por todo ello, se le conoce como el «Padre de la tracción eléctrica».

## Educación
Sprague nació en Milford (Connecticut) en 1857 y estudió en el instituto Drury High School en North Adams (Massachusetts) donde ya destacaba en matemáticas. En 1874 consiguió una plaza para ingresar en la Academia Naval de los Estados Unidos en Annapolis (Maryland) y se graduó como séptimo de la promoción de 1878 en una clase de 36 alumnos.

## Facetas: la Marina y la ciencia
Fue nombrado alférez de la Armada de los Estados Unidos. Durante su trayectoria naval, prestó servicio en el USS Richmond, buque insignia de la Flota Asiática, y más tarde en el USS Minnesota. En 1881, mientras dicho buque permanecía anclado en Newport (Rhode Island), Sprague inventó la dinamo invertida. Ese mismo año fue trasladado al USS Lancaster, buque insignia de la Escuadra Europea, donde instaló un timbre eléctrico, siendo este el primer buque de la Marina estadounidense en incorporar tal dispositivo . Al mismo tiempo, Sprague obtuvo el permiso para asistir a la Exposición Internacional de la Electricidad de París de 1881 y a la Exposición en el Palacio de Cristal de Sydenham (Inglaterra) en 1882, donde formó parte del jurado de los premios para motores de gas, dinamos y bombillas.

## Su unión a la industria eléctrica emergente
En 1883 Edward Hibberd Johnson, socio de negocios de Thomas Edison, convenció a Sprague para que abandonara la Marina con el fin de que trabajara como ayudante técnico de Edison. Una de las aportaciones importantes de Sprague al laboratorio que Edison poseía en Menlo Park (Nueva Jersey) fue la introducción de métodos matemáticos, ya que, antes de su llegada, Edison había dirigido numerosos experimentos basados en métodos de ensayo y error que suponían un gran coste. El planteamiento de Sprague fue calcular los parámetros óptimos por medio de las matemáticas con el fin de no realizar esfuerzos innecesarios. 
Desempeñó trabajos muy importantes para Edison, como la revisión y corrección de la red de suministro y alimentación diseñada por este para distribuir la electricidad desde la estación central, además de desarrollar una fórmula para determinar el ratio del tamaño del cable necesario para soportar una intensidad de corriente normal. 
En 1884 decidió cesar los trabajos con Edison, ya que las investigaciones de este se centraban en el compo de la luz y Sprague estaba más interesado en la explotación de la electricidad. Por ello, fundó ese mismo año la Sprague Electric Railway & Motor Company (Compañía de Ferrocarril y Motor Eléctricos Sprague).
Dicha compañía introdujo dos avances importantes: el motor de velocidad constante con escobillas fijas que se accionaba sin chispa y un método para devolver la corriente a los principales sistemas de suministro de los aparatos que incorporaban el motor eléctrico. Su nuevo motor fue el primero en mantener revoluciones por minuto constantes bajo distintas cargas. Este avance alcanzó tal popularidad que la compañía llegó a vender en dos años 250 motores, gracias a su éxito en la Exposición de la Electricidad de Filadelfia de 1884. Incluso Edison lo calificó como el único motor eléctrico práctico y económico disponible en aquel momento y su compañía (Edison Electric Light Company) recomendaba su utilización. Asimismo, su método de devolver la corriente a los principales sistemas de suministro del los aparatos con motor eléctrico jugó un papel importante en el desarrollo del tren eléctrico, tranvía eléctrico y del ascensor eléctrico, ya que se reducían los costes.

## El trole

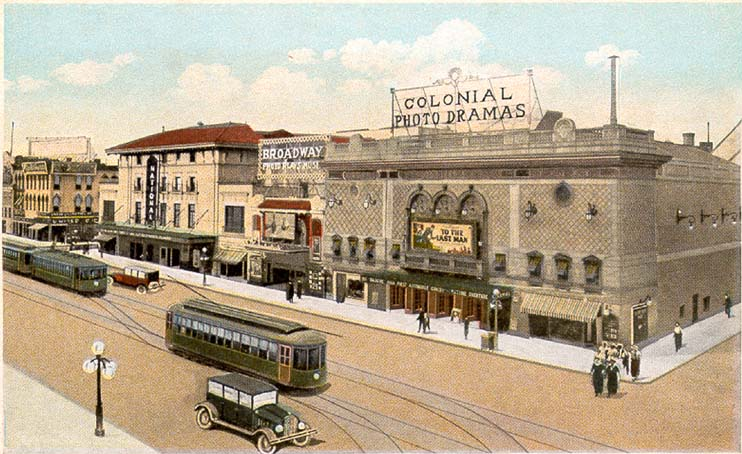
Postal histórica que muestra tranvías con toma de corriente por trole en Richmond (Virginia), donde Frank J. Sprague demostró con éxito su nuevo sistema a partir del 2 de febrero de 1888..

Entre los inventos de Sprague figura un sistema ubicado en el techo de los tranvías que toma electricidad de los cables de la línea aérea y la transmite a los motores eléctricos. Su trole accionado por resorte (para mantener la presión sobre el cable) fue diseñado en 1880 y emplea una rueda para desplazarse a lo largo de la línea eléctrica aérea. Frank Sprague diseño el primer sistema de tranvía eléctrico a gran escala en los Estados Unidos, la Richmond Union Passenger Railway en Richmond (Virginia). Dicho sistema, que comenzó las pruebas en 1887, empezó su explotación comercial el 2 de febrero de 1888 con 10 coches. La velocidad máxima era de 24 km/h. Para junio de 1888 el sistema ya tenía 40 coches operando en 19 km de vías que incluían fuertes pendientes. Durante mucho tiempo las colinas de Richmond, con pendientes de más del 10 %, constituyeron un obstáculo para el transporte, y eran un excelente terreno de pruebas para lograr la aceptación de la nueva tecnología en otras ciudades, en oposición a los tranvías-funiculares que subían las pronunciadas pendientes, como por ejemplo en Nob Hill en San Francisco.
El tranvía eléctrico había sido probado en San Petersburgo en 1880 por Fyodor Pirotsky, aunque no pasó de un experimento. En 1881 Siemens construyó el primer tranvía eléctrico que prestó servicio comercial, en el suburbio berlinés de Lichterfelde. La toma de corriente en el primer caso se hacía por los rieles de rodadura y en el segundo caso mediante un tercer riel. En 1883 apareció el ferrocarril liviano de Volk en Gran Bretaña, que todavía se encuentra funcionando. Ese mismo año apareció el primer tranvía eléctrico en servicio comercial tomando la corriente por línea aérea en Viena. No obstante, el sistema de captación de corriente usaba dos cables (sistema bipolar) y un complejo sistema para tomar la corriente. En 1884 en Fráncfort del Meno apareció la primera línea de tranvía eléctrico interurbana operando en la calle. La toma de corriente se hacía también por sistema bipolar. Parte de esta línea todavía se encuentra en servicio (con línea aérea convencional a partir de 1906) y se considera el tramo más antiguo de tranvías eléctricos en funcionamiento. También hubo otras líneas experimentales o permanentes que tomaban la corriente por caño enterrado o por complejos sistemas de doble cable. Según el Institute of Electrical and Electronics Engineers, hubo al menos 74 intentos anteriores de dar servicios de tranvía eléctrico en más de 60 ciudades en los Estados Unidos, el Reino Unido y Europa continental. Sin embargo, la mayoría de dichos intentos no fueron lo suficientemente confiables como para reemplazar a gran escala los tranvías arrastrados por caballos.
El éxito de Richmond demostró que la tracción eléctrica podía ser segura y confiable. El Concejo de la Ciudad de Boston, después de inspeccionar el sistema en septiembre de 1888 aprobó la construcción del segundo proyecto de envergadura en el West End Street Railway. La línea de tranvía de Boston siguió el modelo de Richmond y demostró su practicidad. En 1889 110 redes de tranvías eléctricos incorporando los equipos de Sprague habían comenzado a operar o estaban planeados en varios continentes. Para 1895 casi 900 tranvías eléctricos y casi 18000 km de vías habían sido construidos en los Estados Unidos, y en poco más de una década los tranvías arrastrados por caballos habían prácticamente desaparecido. Por su parte, el servicio de tranvías eléctricos en Richmond fue suprimido el 25 de noviembre de 1949. Sin embargo, no está dicha la última palabra, ya que la vecina Norfolk reimplantó modernos tranvías eléctricos (de tipo LRT) el 22 de agosto de 2011 y existe un proyecto para reimplantar tranvías también en Richmond.
En 1890 la compañía Edison General Electric Company compró la Sprague Electric Railway & Motor Company, ya que la primera había fabricado la mayoría del equipamiento utilizado por Sprague. Por consiguiente, este desvió sus investigaciones hacia el ascensor eléctrico.
El sistema de toma de corriente de Sprague constituyó un gran avance en comparación con las primeras líneas aéreas bipolares, en uso regular desde 1883 en varios lugares. Se considera la invención del trole como un giro en la tracción eléctrica en los tranvías urbanos, ya que se pasó de sistemas experimentales a un sistema confiable, repetible y capaz de producirse masivamente que se expandió rápidamente por el mundo.

## El ascensor eléctrico
La electrificación de los tranvías de Richmond introdujo muchas ventajas, como el incremento de la velocidad a la que estos circulaban y de su capacidad, que le permitía transportar mayor número de pasajeros. Con todo ello, Sprague llegó a la conclusión de que se podrían obtener resultados similares en el transporte vertical e ideó el ascensor eléctrico. Observó que ampliar el hueco del ascensor no sólo ahorraría tiempo a los pasajeros, sino que, a su vez, aumentaría los beneficios de los edificios altos, cuya altura estaba limitada por el espacio total que ocupaba dicho hueco.
En 1892, Sprague fundó la Sprague Electric Elevator Company y junto con Charles R. Pratt diseñó el ascensor eléctrico Sprague-Pratt. La compañía desarrolló el control de planta, los ascensores automáticos, el control de aceleración para la seguridad de las cabinas y varios montacargas. El ascensor Spague-Pratt viajaba más rápido y con cargas mayores, a diferencia de los ascensores de tracción hidráulica o a vapor que en operaban el aquel momento. Por ello, se instalaron 584 ascensores de este tipo alrededor del mundo, hasta que Sprague vendió su compañía a la empresa de ascensores Otis Elevator Company en 1895.

## La unidad múltiple ferroviaria
La experiencia de Sprague en el control de ascensores le permitió concebir el sistema de ferrocarriles eléctricos de unidad múltiple, que aceleró el desarrollo de la tracción eléctrica. En el sistema de unidad múltiple cada vehículo lleva motores de tracción eléctrica y, por medio de relés activados por el cableado que los une a todos (conocido como "línea de tren"), el maquinista (o conductor) ordena a los motores de tracción que funcionen simultáneamente. Este es el sistema aplicado en todos los metros del mundo y en muchos ferrocarriles suburbanos (el material de este tipo se conoce como EMU - Electric Multiple Unit) además de todo otro material eléctrico (locomotoras, trenes de alta velocidad). También tuvo expansión a la tracción diésel ya que bajo el mismo principio se pueden hacer funcionar varias locomotoras o vehículos autopropulsados para pasajeros (conocidos como coches motores, automotores o Diesel Multiple Units) conducidos desde uno solo. 
El primer pedido de trenes con sistema de unidad múltiple realizado para Sprague llegó desde el South Side Elevated Railroad en Chicago (Illinois) (el primero de varios ferrocarriles elevados conocidos en la zona como Chicago 'L'). El éxito fue seguido de inmediato por importantes contratos de unidades múltiples para el metro de Brooklyn (Nueva York) y Boston (Massachusetts).

## Ascensores en los rascacielos
Desde 1896 hasta 1900 Sprague fue miembro de la Commission for Terminal Electrification del New York Central Railroad, incluyendo la estación Grand Central Terminal de la ciudad de Nueva York, donde diseñó un sistema de control automático de trenes para hacer el viaje más seguro y para servir de complemento a las señales en las vías. Fundó la Sprague Safety Control & Signal Corporation para desarrollar y poner en práctica este sistema.
Durante la Primera Guerra Mundial, Sprague sirvió en la Naval Consulting Board. En la década de 1920, ideó un método para hacer funcionar de manera segura dos ascensores independientes en un único hueco, con el fin de ahorrar espacio. Sprague vendió a la compañía eléctrica Westinghouse Company este sistema, además de otros para activar la seguridad de la cabina cuando la aceleración o la velocidad llega a ser demasiado elevada . 

## Reconocimiento a su carrera
Sprague fue galardonado con numerosos premios que reconocían su carrera científica: la medalla de oro en la Exposición Internacional de la Electricidad de París en 1881; el gran premio de la Exposición Universal de San Luis en 1904; la medalla Edison del American Institute of Electrical Engineers (AIEE) (Instituto Americano de Ingenieros Eléctricos), actual Institute of Electrical and Electronics Engineers (IEEE) (Instituto de Ingerieros Eléctricos y Electrónicos), en 1910 por sus éxitos en la ciencia de la electricidad, en la ingeniería eléctrica y en las artes, como demostraban sus aportaciones; la medalla Franklin en 1921 y la medalla Elliott-Cresson en 1904, ambas otorgadas por el Franklin Institute (Instituto Franklin). Incluso después de su fallecimiento, sus avances todavía eran reconocidos, ya que se le otorgó de manera póstuma la medalla de oro John Fritz en 1935.

## Legado
Los progresos en tracción eléctrica llevados a cabo por Sprague fomentaron la expansión de las ciudades, mientras su desarrollo del ascensor permitió una mayor concentración de los negocios en las regiones comerciales de las ciudades e incrementó la rentabilidad de los edificios comerciales. Asimismo, sus avances hicieron posible el ferrocarril ligero y tranvías modernos y todos los sistemas de ferrocarril eléctrico (e incluso diésel) que operan basándose en los mismos principios.
Frank y Harriet Sprague tuvieron dos hijos, Julian y Robert. Este último en 1935 escribió lo siguiente sobre su padre: "A lo largo de toda su vida y hasta su último día, Frank Sprague tuvo una capacidad prodigiosa para trabajar y, una vez que se decidía por un nuevo invento o por una nueva línea de investigación, era incansable y se esforzaba para mejorar. Tenía una mente despierta y se impacientaba intensamente ante cualquier compromiso a medio camino. Su interés en su trabajo nunca cesó, incluso sólo unas horas antes de su fallecimiento comentó tener un invento recién diseñado en el cabecero su cama." 
Después del fallecimiento de Sprague en 1934, su viuda cedió una importante cantidad de material de la colección de Sprague a la Biblioteca Pública de Nueva York, donde permanece accesible al público. Fue enterrado en el Cementerio Nacional de Arlington en Arlington (Virginia) y su esposa fue sepultada junto a él en 1969. 
En 1959, Harriet Sprague donó fondos para el Pabellón Sprague en el Shore Line Trolley Museum de East Haven (Connecticut), no muy lejos del hogar de su esposo durante su niñez en Milford. Este es el museo con el tranvía operativo más antiguo de Estados Unidos y tiene una de las colecciones más amplias de los piezas de tranvía de Estados Unidos. 
En 1999, dos de los nietos del matrimonio Sprague, John L. Sprague y Peter Sprague, cortaron la cinta y pusieron en funcionamiento un motor Sprague de 1884 en una nueva exposición en el Shore Line Trolley Museum. Allí, la exposición permanente "Frank J. Sprague: inventor, científico e ingeniero", ayuda a explicar el importante papel que jugó la electricidad en el crecimiento de las ciudades, así como, las aportaciones del Padre de la Tracción Eléctrica.